# تريفور بيلي (لاعب دوري الرغبي)
تريفور بيلي (بالإنجليزية: Trevor Bailey)‏ هو لاعب دوري الرغبي أسترالي، ولد في 1962 في كوينزلاند في أستراليا.